# Relações entre Brasil e Tchéquia
A relações entre Brasil e Tchéquia (ou Chéquia) referem-se às relações diplomáticas entre a República Federativa do Brasil e a Chéquia. Ambas as nações mantêm relações amistosas, cuja importância se centra na história da imigração checa para o Brasil. Aproximadamente 500 mil brasileiros têm ascendência tcheca. Ambas as nações são membros das Nações Unidas.

## História
Os primeiros tchecos a chegar ao Brasil colonial foram jesuítas que chegaram ao país para divulgar o catolicismo no país. Em 1823, a primeira leva de migrantes tchecos chegou ao Brasil, com a maioria se estabelecendo no sul do país. O imigrante tcheco e chefe da empresa Bata, Jan Antonín Baťa, fundou várias cidades no sul do Brasil.
No final da Primeira Guerra Mundial, o Brasil e a recém-criada Tchecoslováquia (que incluía a atual República Tcheca e a Eslováquia ) estabeleceram relações diplomáticas em 1918. Em 1920, a Tchecoslováquia abriu uma legação diplomática no Rio de Janeiro e, em 1921, o Brasil abriu uma legação diplomática em Praga. Em março de 1939, as relações diplomáticas foram interrompidas entre as duas nações com a chegada dos nazistas a Praga e a criação do Protetorado da Boêmia e Morávia. A Tchecoslováquia também teve de entregar sua embaixada no Rio de Janeiro aos alemães. Durante a Segunda Guerra Mundial, soldados brasileiros e tchecoslovacos lutaram lado a lado na campanha italiana. Em 1942, foram restabelecidas as relações diplomáticas entre o Brasil e o governo exilado da Tchecoslováquia com sede em Londres. Entre 1940 e 1950, uma segunda onda de migrantes tchecos chegou ao Brasil, estabelecendo-se principalmente no centro-oeste do país.
Em 1956, Juscelino Kubitschek foi eleito presidente do Brasil, o primeiro de origem tcheca. Em 1960, as duas nações elevaram suas missões diplomáticas ao status de embaixadas. Em 1988, o primeiro-ministro Lubomír Štrougal se tornou o primeiro chefe de estado da Tchecoslováquia a visitar o Brasil. Em 1990, o presidente Fernando Collor de Mello se tornou o primeiro chefe de estado brasileiro a visitar a Tchecoslováquia. Em 1993, a Tchecoslováquia se dividiu em dois estados soberanos, a República Tcheca e a Eslováquia, conhecidos como o "Divórcio de Veludo". Em 1994, o primeiro-ministro tcheco Václav Klaus fez a primeira visita oficial ao Brasil desde a dissolução da Tchecoslováquia . Desde então, houve várias reuniões de alto nível entre líderes de ambas as nações. Em janeiro de 2019, o primeiro-ministro tcheco Andrej Babiš se reuniu com o presidente brasileiro Jair Bolsonaro durante o Fórum Econômico Mundial em Davos, na Suíça.

## Visitas de alto nível
Visitas de alto nível do Brasil à Tchecoslováquia / República Tcheca
- Ministro das Relações Exteriores Roberto Costa de Abreu Sodré (1989)
- Presidente Fernando Collor de Mello (1990)
- Presidente Luiz Inácio Lula da Silva (2008)

Visitas de alto nível da Tchecoslováquia / República Tcheca ao Brasil
- Primeiro Ministro Lubomír Štrougal (1988)
- Primeiro Ministro Václav Klaus (1994)

- Ministro das Relações Exteriores Josef Zieleniec (1995)

- Presidente Václav Havel (1996, 2009)
- Ministro das Relações Exteriores Jiří Šedivý (1998)
- Ministro das Relações Exteriores, Jan Kavan (2002)
- Primeiro Ministro Jiří Paroubek (2006)

## Acordos bilaterais
Ambas as nações assinaram alguns acordos bilaterais, como um Acordo sobre Comércio e Impostos (1931); Acordo de Cooperação Econômica e Industrial (2008); Acordo para Comitê Bilateral Conjunto (2009); Acordo de Cooperação em Defesa (2010) e Acordo de Parceria entre Embraer e Aero Vodochody (2011).

## Comércio
Em 2017, o comércio entre o Brasil e a República Tcheca somou US $ 600 milhões. As principais exportações do Brasil para a República Tcheca incluem: matérias-primas; minérios; produtos de carne; peixes e aviões. As principais exportações da República Tcheca para o Brasil incluem: motores de combustão a pistão e suas peças; peças e componentes de veículos motorizados; bombas de líquidos; motores elétricos e canos e tubos. O Brasil é o maior parceiro comercial da República Tcheca na América Latina.  A multinacional brasileira Embraer atua na República Tcheca.

## Missões diplomáticas residentes

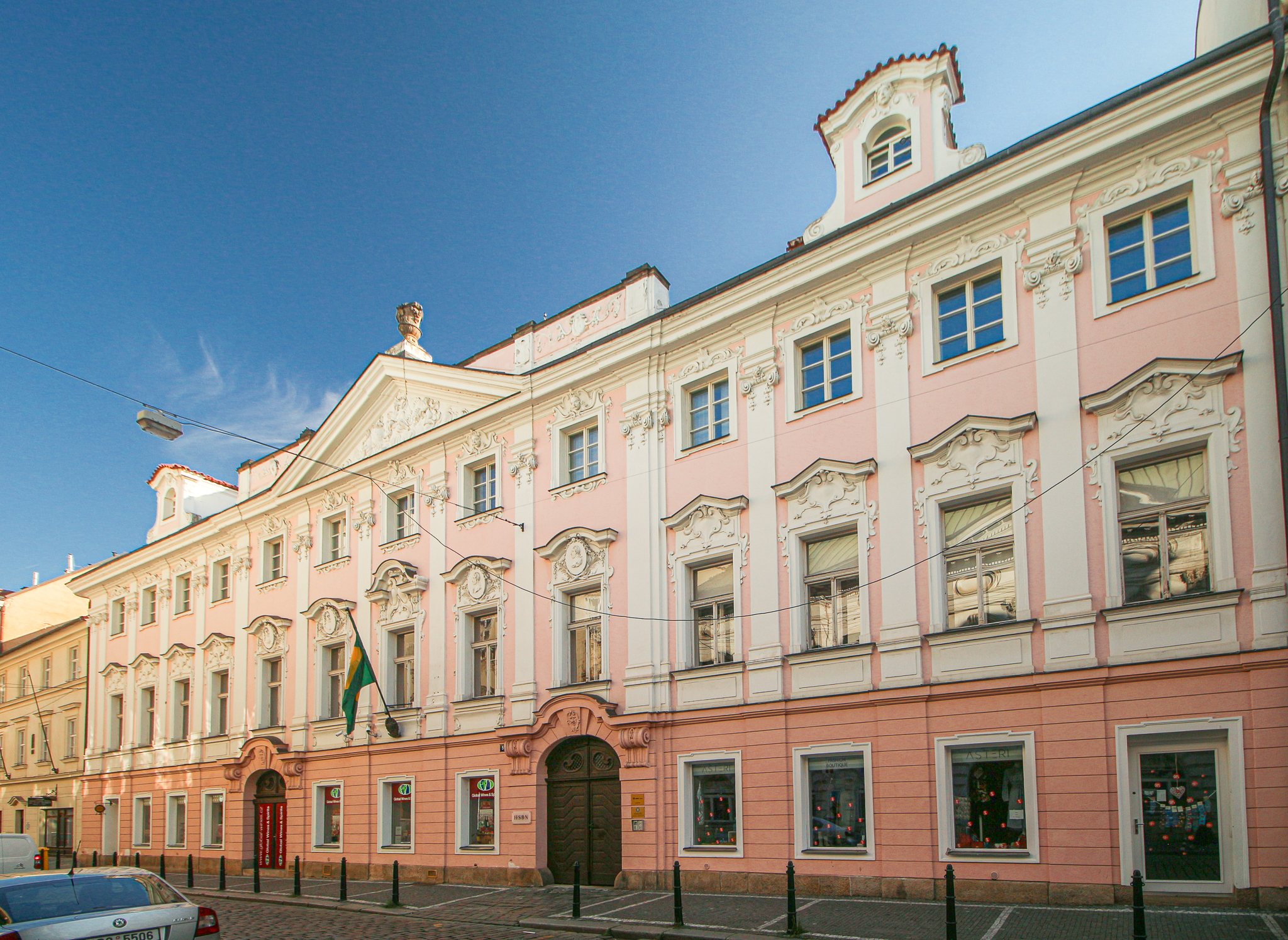
O Brasil tem embaixada em Praga.
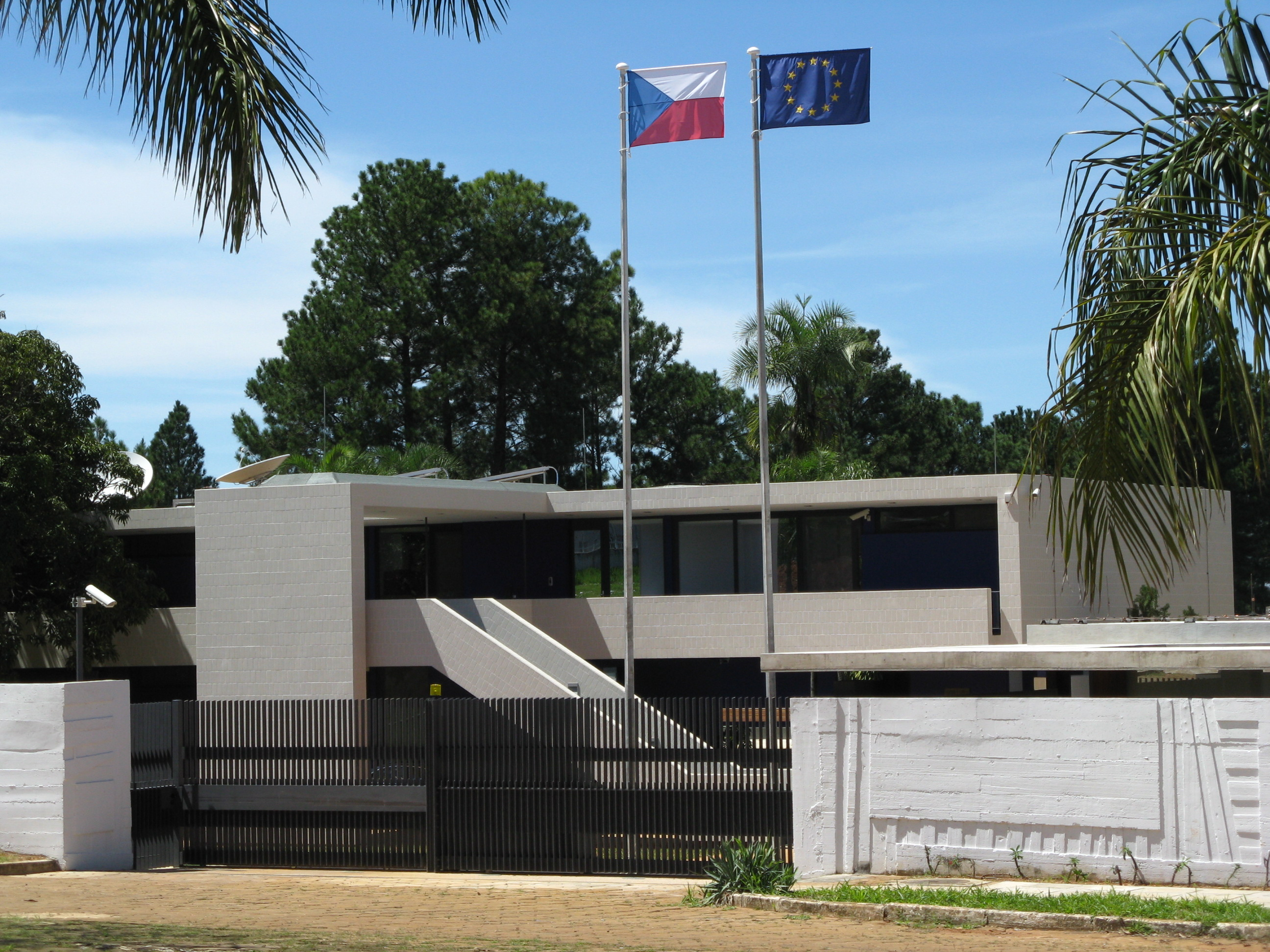
A República Tcheca tem embaixada em Brasília e consulado-geral em São Paulo.[8]  - Embaixada do Brasil em Praga
  - Embaixada da República Tcheca em Brasília